# Senbei

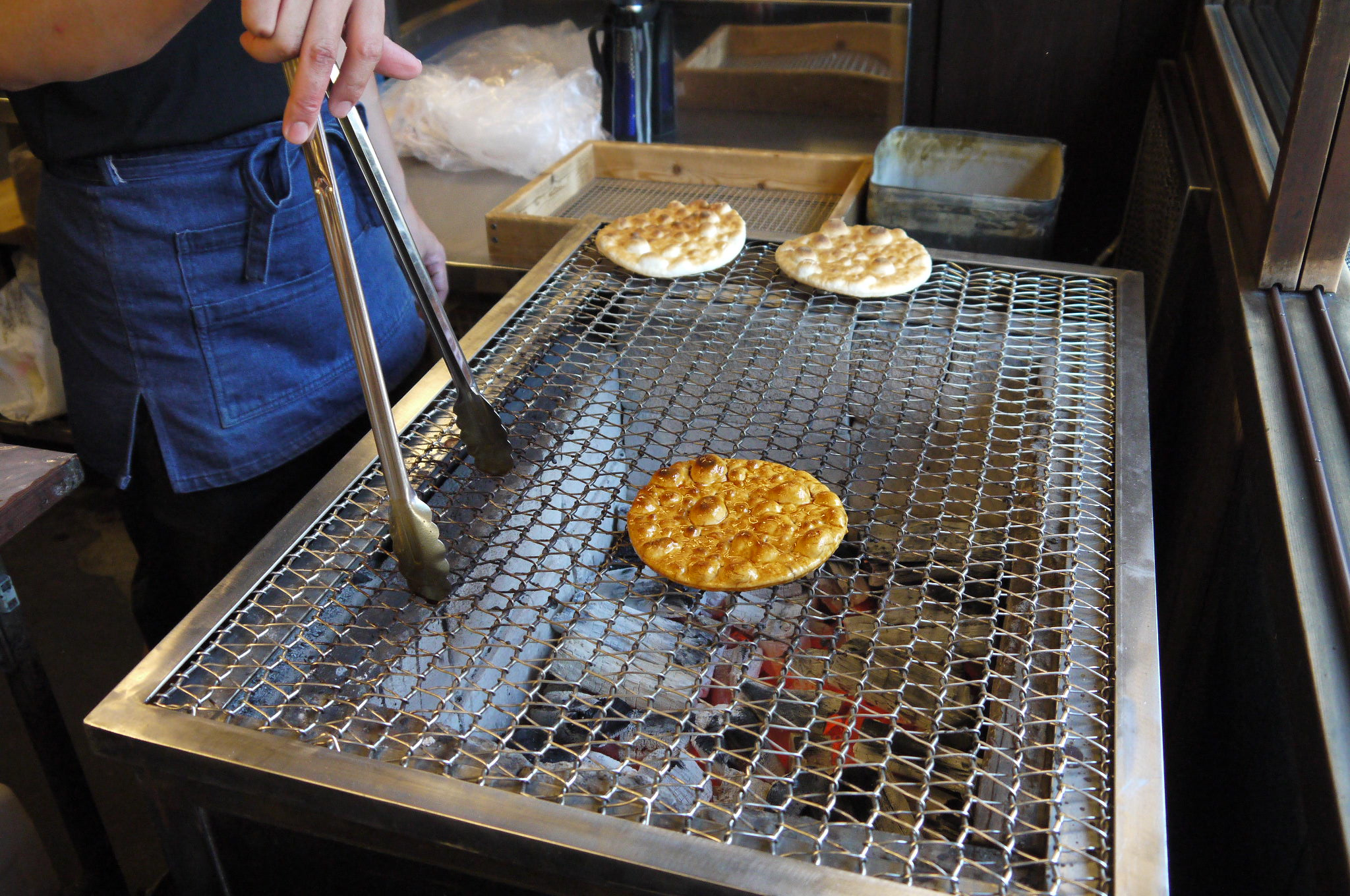
Senbei.

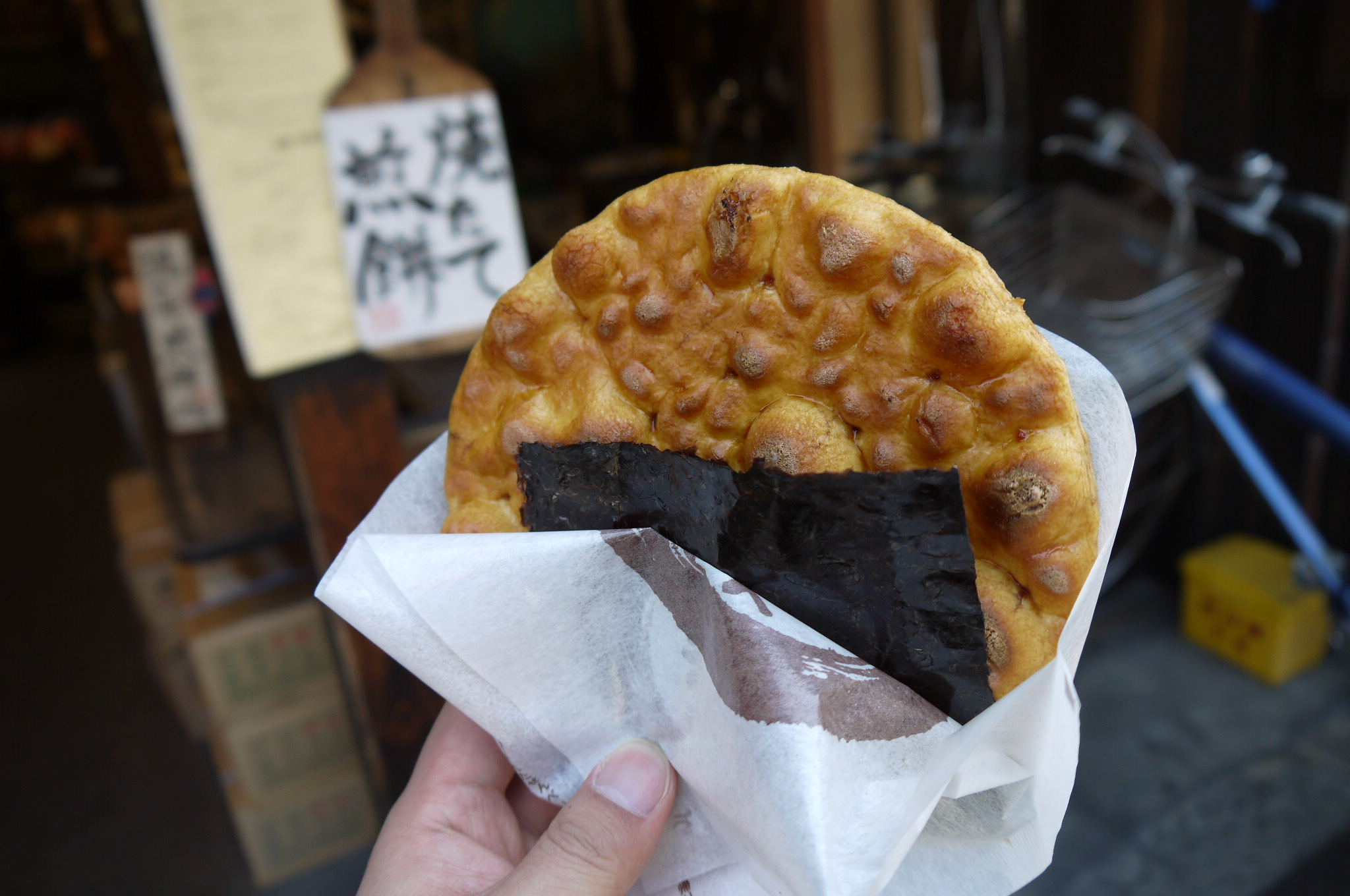
Senbei con nori.

Los senbei (煎餅?) son crackers japoneses hechos de harina de arroz glutinoso, llamada en japonés mochiko (もち粉). Vienen en diversas formas, tamaños y sabores, siendo habitualmente salados, aunque a veces son dulces. Los senbei se toman a menudo con té verde como aperitivo informal y se ofrecen a las visitas como cortesía.
Los senbei suelen prepararse al horno o en la parrilla, tradicionalmente sobre carbón. Mientras se cuecen pueden pintarse con una salsa para darles sabor, a menudo con una hecha de shoyu y mirin. Entonces, pueden ser envueltos con una capa de nori. Alternativamente, pueden condimentarse con sal, con saborizante, con furikake u otros.

## Tipos
Hay varios tipos de senbei tradicionales: los senbei dulces y los de caramelo de arroz (米菓煎餅), y otros, que incluyen incluso sabores de pescado, loto y hueso. Los senbei dulces (甘味煎餅) llegaron a Japón durante la dinastía Tang, siendo el primer uso registrado en el año 737. 
En la actualidad siguen siendo parecidos algunos a los estilos tradicionales Tang, a menudo cocinados originalmente en la región de Kansai. Estos incluyen ingredientes como la patata y la harina de trigo o arroz glutinoso, y son parecidos a los pasteles castella. Los senbei de Kansai tienden a usar arroz glutinoso y a tener un sabor ligero y una textura delicada (saku saku). 
Los senbei de Kantō estuvieron originalmente basados en el uruchimai, un arroz no glutinoso, y tienden a ser más crujientes (kari kari) y más condimentados. Lo que los japoneses llaman habitualmente senbei en la actualidad, fue popularizado por una tienda en Sōkajuku en prefectura de Saitama en el período Edo en la misma región de Kantō, que difundió los senbei rociados con salsa de soja salada por todo Japón. 
Las versiones modernas son muy originales e incluyen sabores como kimchi, wasabi, curry o chocolate.

## Origen
Tienen sus orígenes en China, aunque lo que actualmente se conoce como senbei no se parece a lo que se importó a Japón desde la dinastía Tang en el siglo VIII.
En China los senbei se llaman jiānbǐng (煎餅), siendo más como wraps y panqueques, parecidos al okonomiyaki, mientras en Japón son duros y suponen un aperitivo pequeño, más que una comida.